# Стрельба из лука на летней Универсиаде 2017
Соревнования по стрельбе из лука на летней Универсиаде 2017 в Тайбэе проходили с 20 по 24 августа 2017 года. Было разыграно 10 комплектов наград.

## Медалисты
| Дисциплина                         | Золото                                                        | Серебро                                                            | Бронза                                                         |
| Олимпийский лук (мужчины)          | Ли Сын Юн Республика Корея                                    | Арсалан Балданов Россия                                            | Ким У Джин Республика Корея                                    |
| Олимпийский лук (женщины)          | Кан Чхэ Ён Республика Корея                                   | Тань Ятин Китайский Тайбэй                                         | Алехандра Валенсия Мексика                                     |
| Олимпийский лук, Команды (мужчины) | Республика Корея · Ли Сын Юн · Ким У Джин · Ли У Сок          | Китайский Тайбэй · Дэн Юйчэн · Бэн Шичэн · Вэй Чжуньхэн            | Россия · Арслан Балданов · Галсан Базаржапов · Артём Махненко  |
| Олимпийский лук, Команды (женщины) | Республика Корея · Чхве Ми Сун · Кан Чхэ Ён · Ли Ын Гьон      | Китайский Тайбэй · Лэ Цзяньи · Бэн Цзямао · Тань Ятин              | Россия · Туяна Дашидоржева · Елена Осипова · Саяна Цыремпилова |
| Олимпийский лук, Команды (Микст)   | Республика Корея · Чхве Ми Сун · Ли Сын Юн                    | Франция · Одри Адисём · Мэтью Хименес                              | Мексика · Хорхе Неварес · Алехандра Валенсия                   |
| Составной лук (мужчины)            | Ким Ён Хо Республика Корея                                    | Демир Эльмагачлы Турция                                            | Марио Вавро Хорватия                                           |
| Составной лук (женщины)            | Сон Ён Су Республика Корея                                    | Чжэнь Исюань Китайский Тайбэй                                      | Со Чхве Ун Республика Корея                                    |
| Составной лук, Команды (мужчины)   | Россия · Антон Булаев · Александр Дамбаев · Виктор Калашников | Иран · Ясер Амуэй · Милад Рашиди · Омид Тахери                     | Республика Корея · Ким Тхэ Юн · Хон Сон Хо · Ким Ён Хо         |
| Составной лук, Команды (женщины)   | Республика Корея · Сон Ён Су · Со Чхве Ун · Ким Ён Хи         | Россия · Александра Савенкова · Диана Тонтоева · Мария Виноградова | Турция · Эшим Боштан · Джансу Эджем Джошкун · Гизем Эльмагачлы |
| Составной лук, Команды (Микст)     | Республика Корея · Ким Ён Хо · Со Чхве Ун                     | Турция · Демир Эльмагачлы · Эшим Боштан                            | Китайский Тайбэй · Чжэнь Сянсюань · Чжэнь Исюань               |

## Медальный зачёт
| № | Страна           | Золото | Серебро | Бронза | Всего |
| 1 | Республика Корея | 9      | 0       | 3      | 12    |
| 2 | Россия           | 1      | 2       | 2      | 5     |
| 3 | Китайский Тайбэй | 0      | 4       | 1      | 5     |
| 4 | Турция           | 0      | 2       | 1      | 3     |
| 5 | Франция          | 0      | 1       | 0      | 1     |
| 5 | Иран             | 0      | 1       | 0      | 1     |
| 7 | Мексика          | 0      | 0       | 2      | 2     |
| 8 | Хорватия         | 0      | 0       | 1      | 1     |